# Bhimdatta
Bhim Datta (भिम् डत्ता नगरपालिका), trước đây Mahendranagar(महेन्द्रनगर), là một thành phố ở viễn tây Nepal, cách biên giới với Ấn Độ và sông Mahakali 6 km. Thành phố nằm trong huyện Kanchanpur, nơi sinh sống của người Tharu.
Bhim Datta là thành phố lớn thứ 8 của Nepal với dân số 82.474 người, sau các thành phố: Kathmandu, Pokhara, Lalitpur, Biratnagar, Dharan, Birganj và Bharatpur. Thành phố này là nơi đóng trụ sở hành chính của quận Kanchanpur và vùng Mahakali. Tên gọi của thành phố có liên quan đến tên của vị vua quá cố Mahendra Bir Bikram Saha của Nepal.

## Khí hậu
| Dữ liệu khí hậu của Bhimdatta (Mahendra Nagar), elevation 197 m (646 ft), (1991–2020 normals) | Dữ liệu khí hậu của Bhimdatta (Mahendra Nagar), elevation 197 m (646 ft), (1991–2020 normals) | Dữ liệu khí hậu của Bhimdatta (Mahendra Nagar), elevation 197 m (646 ft), (1991–2020 normals) | Dữ liệu khí hậu của Bhimdatta (Mahendra Nagar), elevation 197 m (646 ft), (1991–2020 normals) | Dữ liệu khí hậu của Bhimdatta (Mahendra Nagar), elevation 197 m (646 ft), (1991–2020 normals) | Dữ liệu khí hậu của Bhimdatta (Mahendra Nagar), elevation 197 m (646 ft), (1991–2020 normals) | Dữ liệu khí hậu của Bhimdatta (Mahendra Nagar), elevation 197 m (646 ft), (1991–2020 normals) | Dữ liệu khí hậu của Bhimdatta (Mahendra Nagar), elevation 197 m (646 ft), (1991–2020 normals) | Dữ liệu khí hậu của Bhimdatta (Mahendra Nagar), elevation 197 m (646 ft), (1991–2020 normals) | Dữ liệu khí hậu của Bhimdatta (Mahendra Nagar), elevation 197 m (646 ft), (1991–2020 normals) | Dữ liệu khí hậu của Bhimdatta (Mahendra Nagar), elevation 197 m (646 ft), (1991–2020 normals) | Dữ liệu khí hậu của Bhimdatta (Mahendra Nagar), elevation 197 m (646 ft), (1991–2020 normals) | Dữ liệu khí hậu của Bhimdatta (Mahendra Nagar), elevation 197 m (646 ft), (1991–2020 normals) | Dữ liệu khí hậu của Bhimdatta (Mahendra Nagar), elevation 197 m (646 ft), (1991–2020 normals) |
| Tháng                                                                                         | 1                                                                                             | 2                                                                                             | 3                                                                                             | 4                                                                                             | 5                                                                                             | 6                                                                                             | 7                                                                                             | 8                                                                                             | 9                                                                                             | 10                                                                                            | 11                                                                                            | 12                                                                                            | Năm                                                                                           |
| --------------------------------------------------------------------------------------------- | --------------------------------------------------------------------------------------------- | --------------------------------------------------------------------------------------------- | --------------------------------------------------------------------------------------------- | --------------------------------------------------------------------------------------------- | --------------------------------------------------------------------------------------------- | --------------------------------------------------------------------------------------------- | --------------------------------------------------------------------------------------------- | --------------------------------------------------------------------------------------------- | --------------------------------------------------------------------------------------------- | --------------------------------------------------------------------------------------------- | --------------------------------------------------------------------------------------------- | --------------------------------------------------------------------------------------------- | --------------------------------------------------------------------------------------------- |
| Trung bình ngày tối đa °C (°F)                                                                | 20.0 (68.0)                                                                                   | 24.7 (76.5)                                                                                   | 30.1 (86.2)                                                                                   | 35.5 (95.9)                                                                                   | 37.1 (98.8)                                                                                   | 36.2 (97.2)                                                                                   | 33.3 (91.9)                                                                                   | 33.1 (91.6)                                                                                   | 33.1 (91.6)                                                                                   | 31.4 (88.5)                                                                                   | 27.5 (81.5)                                                                                   | 23.9 (75.0)                                                                                   | 30.5 (86.9)                                                                                   |
| Trung bình ngày °C (°F)                                                                       | 13.7 (56.7)                                                                                   | 16.8 (62.2)                                                                                   | 21.5 (70.7)                                                                                   | 26.8 (80.2)                                                                                   | 29.9 (85.8)                                                                                   | 30.7 (87.3)                                                                                   | 29.5 (85.1)                                                                                   | 29.3 (84.7)                                                                                   | 28.6 (83.5)                                                                                   | 25.0 (77.0)                                                                                   | 20.0 (68.0)                                                                                   | 16.1 (61.0)                                                                                   | 24.0 (75.2)                                                                                   |
| Tối thiểu trung bình ngày °C (°F)                                                             | 7.4 (45.3)                                                                                    | 8.8 (47.8)                                                                                    | 12.9 (55.2)                                                                                   | 18.0 (64.4)                                                                                   | 22.7 (72.9)                                                                                   | 25.2 (77.4)                                                                                   | 25.7 (78.3)                                                                                   | 25.4 (77.7)                                                                                   | 24.1 (75.4)                                                                                   | 18.6 (65.5)                                                                                   | 12.5 (54.5)                                                                                   | 8.3 (46.9)                                                                                    | 17.5 (63.4)                                                                                   |
| Lượng Giáng thủy trung bình mm (inches)                                                       | 25.7 (1.01)                                                                                   | 38.5 (1.52)                                                                                   | 19.4 (0.76)                                                                                   | 17.2 (0.68)                                                                                   | 51.7 (2.04)                                                                                   | 254.4 (10.02)                                                                                 | 509.0 (20.04)                                                                                 | 524.7 (20.66)                                                                                 | 297.3 (11.70)                                                                                 | 55.4 (2.18)                                                                                   | 6.2 (0.24)                                                                                    | 15.5 (0.61)                                                                                   | 1.814,9 (71.45)                                                                               |
| Nguồn 1: Department of Hydrology and Meteorology                                              |                                                                                               |                                                                                               |                                                                                               |                                                                                               |                                                                                               |                                                                                               |                                                                                               |                                                                                               |                                                                                               |                                                                                               |                                                                                               |                                                                                               |                                                                                               |
| Nguồn 2: JICA (precipitation)                                                                 |                                                                                               |                                                                                               |                                                                                               |                                                                                               |                                                                                               |                                                                                               |                                                                                               |                                                                                               |                                                                                               |                                                                                               |                                                                                               |                                                                                               |                                                                                               |